# Projet Champigny

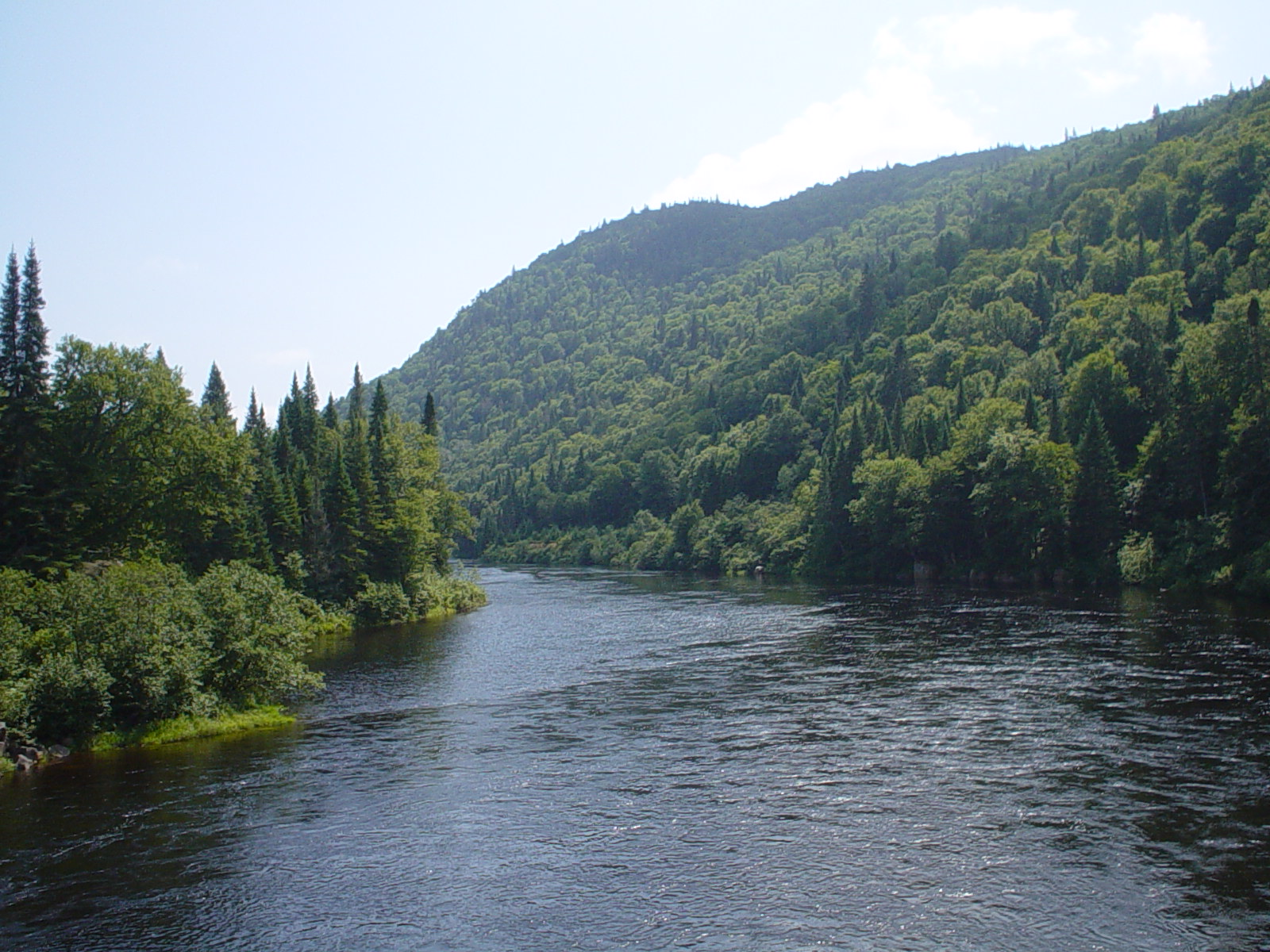
La rivière Jacques-Cartier dans le secteur du Parc national.

Le projet Champigny était un projet de développement hydroélectrique proposé par Hydro-Québec sur la rivière Jacques-Cartier, au nord de la ville de Québec en 1972. Le projet a été abandonné trois ans plus tard en raison d'un vaste mouvement d'opposition dans l'opinion publique, dans ce qui a été appelé la « bataille de la Jacques-Cartier ».

## Historique
Située immédiatement au nord de la ville de Québec, la vallée possède un potentiel énergétique connu et exploité depuis le XIXe siècle. En 1870, Hypolite Dubord, un constructeur de navires et membre du Parlement de Québec, fait construire un moulin sur la Jacques-Cartier, à Pont-Rouge. Le moulin Marcoux a été en opération pendant 40 ans. Il a ensuite servi de salle de spectacle, puis d'atelier de menuiserie
,.
Au début des années 1970, la société d'État Hydro-Québec est à la recherche d'un site pour construire une centrale hydroélectrique à réserve pompée afin de répondre à la croissance des besoins de sa clientèle québécoise aux heures de pointe, entre 17 et 19 heures. Le projet initial s'étant buté à des contraintes techniques insurmontables, l'entreprise annonce, le 12 juin 1972, qu'elle veut construire cette centrale dans la vallée de la Jacques-Cartier, à une trentaine de minutes au nord de la capitale québécoise.

## Contestation du projet
Aussitôt, le réalisateur Richard Lavoie réunit un petit groupe de résidents de la région de Tewkesbury pour faire échec à ce projet. Ils forment le Comité de conservation de la Jacques-Cartier qui se lance immédiatement dans une campagne pour faire face à l'entreprise publique.
Le comité de conservation, dirigé ensuite par le biologiste Jean Bédard, attire l'attention des médias québécois, ce qui permet aux opposants de faire circuler une pétition demandant l'arrêt des travaux et l'abandon du projet. La pétition recueillera 20 000 signatures.
En décembre 1972, le comité reçoit un coup de main inattendu. Un fonctionnaire anonyme leur transmet un rapport secret d'Hydro-Québec contenant la vision à long terme de la compagnie d'électricité pour la Jacques-Cartier. Le document évoque la construction de 7 centrales hydroélectriques, d'une puissance combinée variant entre 1 000 et 10 000 mégawatts.
La campagne d'opposition au projet fait boule de neige. Les opposants sont rejoints par des éditorialistes et des personnalités publiques de tout le Québec. L'écrivain et éditeur de La Presse, Roger Lemelin, et le biologiste Pierre Dansereau s'insurgent.

## Abandon du projet
Prise de court, Hydro-Québec tente en vain de convaincre le public, en annonçant qu'elle financera des aménagements pour mettre en valeur certains tronçons de la rivière. En février 1973, le gouvernement demande à Hydro-Québec de déplacer sa machinerie lourde de la vallée. Il organise ensuite une commission parlementaire, où Hydro-Québec et les opposants présentent leurs arguments respectifs. Mais les environnementalistes ont gain de cause. Deux mois avant l'élection générale du 29 octobre 1973, Hydro-Québec annonce qu'elle « suspend » le projet.
Le ministre responsable des parcs dans le gouvernement Bourassa, Claude Simard, annonce l'annulation définitive du projet en août 1975. Le gouvernement du Québec accorde le statut de parc de conservation à ce secteur en 1981, sous l’appellation de parc national de la Jacques-Cartier.